# Michael Lumb (Fußballspieler)
Michael Lumb (* 9. Januar 1988 in Aarhus) ist ein dänischer Fußballspieler. 2008 wurde er zum besten Jugendspieler Dänemarks gewählt.

## Geburt und Kindheit
Michael Lumb wurde 1988 als Sohn eines englischen Vaters und einer dänischen Mutter in Aarhus geboren. In Aarhus wuchs er auch auf.

## Vereinskarriere
Lumb begann seine Karriere in der Jugend des dänischen Multisportvereins Aarhus KFUM. Als Zehnjähriger wechselte er stadtintern zum für seine Fußballmannschaft bekannten Aarhus GF. Bei AGF wurde er ein wichtiger Teil des starken '88er Jahrgangs des Vereins, der 2005 den Meistertitel in der dänischen Juniorenliga feiern konnte. Sein internationales Debüt feierte er im Februar 2004 in der dänischen U-16 Nationalmannschaft.

### Aarhus GF
Am 16. März 2005, mit 17 Jahren, absolvierte Lumb sein erstes Profispiel für AGF bei der 3:0-Auswärtsniederlage gegen Odense BK. In der Spielzeit 2005/06 avancierte er daraufhin als Erster seines hochgehandelten Jahrgangs zu einem fixen Bestandteil der Profimannschaft. Die Saison verlief für den Verein jedoch desaströs. Mit Tabellenplatz 12 stieg man nach 30-jähriger Erstligazugehörigkeit erstmals in die Zweitklassigkeit ab.
Der Abstieg hatte den Abgang mehrerer vermeintlicher Routiniers wie Thomas Lindrup, Christer George oder Tobias Grahn zur Folge. Daraufhin wurde eine Mannschaftsverjüngung erwartet, die durch die Integration der ehemaligen Mitspieler aus Lumbs Jugendmannschaft als vernünftig erschien. Der Verein handelte jedoch konträr zu den Erwartungen und verpflichtete mit Olof Persson, Peter Sand, oder Ole Budtz abermals mehr oder weniger erfahrene Spieler. Diese Strategie erwies sich als richtig, denn AGF feierte am Saisonende als Tabellenzweiter den sofortigen Wiederaufstieg. Lumb, inzwischen als Stammspieler auf der linken Abwehrseite der Mannschaft etabliert, blieb das einzige Talent seiner Generation im Kader.
In der Aufstiegssaison kam es dann mit einem Jahr Verspätung, auch bedingt durch das Karriereende von Sand und den Abgängen einiger Leistungsträger, zur längst überfälligen Mannschaftsverjüngung. Im Laufe des Jahres debütierten insgesamt 6 frühere Mitspieler Lumbs in der Profimannschaft von AGF. Lumb selbst zeigte sich gegenüber der Vorsaison nochmals stark verbessert und avancierte zum „Shooting Star“ der Liga. Gemeinsam mit Budtz, Kim Madsen und Ulrik Lindkvist bildete er die Viererkette von AGF, die zum Prunkstück der Mannschaft avancierte. In Folge hielt die Mannschaft als Tabellenzehnter die Liga, was zu einem Großteil der guten Defensivleistung zugeschrieben wurde. Lumb spielte zum Teil überragend und wurde am Saisonende mit der Wahl zum dänischen „U-21-Spieler des Jahres“ geehrt. Neben Martin Jørgensen, der bereits 1996 diese Trophäe entgegennehmen durfte, war er somit der erst zweite Spieler in der Historie des Vereins, dem diese Auszeichnung zuteilwurde. Von der dänischen Boulevardzeitung Ekstra Bladet wurde er zuvor bereits zum „Shooting Star der Hinrunde“ bzw. „AGF-Spieler der Saison“ gewählt. Ebenso erhielt er auch vom Verein die Auszeichnung „AGF-Spieler des Jahres“.
In der Spielzeit 2008/09 steigerte sich die Mannschaft und hatte in keiner Phase der Saison etwas mit dem Abstieg zu tun. Durch die Verpflichtungen von Dan Thomassen, Benny Feilhaber oder Jakob Poulsen hatte die Mannschaft an Qualität gewonnen, das einen Aufwärtstrend für die nächste Spielzeit vermuten ließ. Lumb, der abermals konstant starke Leistungen bot, war im Verlauf der Saison zum U-21 Nationalspieler aufgestiegen und hatte bereits das Interesse verschiedener ausländischer Vereine geweckt.
Gegen die öffentlichen Erwartungen konnte der notorisch finanzschwache Verein sein „Juwel“ auch für die Spielzeit 2009/10 halten, in der man den Anschluss an das Spitzenfeld der Liga schaffen wollte. Als dies mit Tabellenplatz 6 zur Winterpause jedoch nicht gelang, wurde auch ein Wechsel von Lumb wieder aktuell.

### Zenit St. Petersburg
Im Januar 2010 wechselte Lumb daraufhin überraschend für eine Ablösesumme von ca. € 1,5 Mio. nach Russland zu Zenit St. Petersburg. Aarhus erhielt nur einen Bruchteil der Ablösesumme, da der Verein den Großteil der Transferrechte des Spielers an eine private Investorengruppe verkauft hatte, um ein höheres Jahresbudget zu erhalten. Lumb, der auch von Ajax Amsterdam und Aston Villa umworben wurde, begründete seine Entscheidung zu Gunsten Zenits mit der Tatsache, dass ihm der Verein rund um Trainer Luciano Spalletti die besten Perspektiven bieten könnte. Weiters würden sich seine Chancen im endgültigen Kader Dänemarks für die Fußball-Weltmeisterschaft 2010 zu stehen, als Spieler in einer europäischen Top Liga deutlich verbessern. Von der dänischen Boulevardpresse wurde ihm zuvor Geldgier vorgeworfen, da er in Russland angeblich das Fünffache seines früheren Jahresgehalts verdienen würde.
Erst der Transfer von Lumb ermöglichte die Rückkehr der „lebenden Vereinslegende“ Martin Jørgensen zu Aarhus, wodurch sich die Fan-Kritik bezüglich des Abgangs ihres Abwehrtalents in Grenzen hielt.

### Feyenoord
In St. Petersburg konnte er sich jedoch nicht durchsetzen, was auch seine Teilnahme an der Fußball-Weltmeisterschaft 2010 kostete. Im Sommer 2010 wurde er an den niederländischen Erstligisten Feyenoord verliehen. Auch dort konnte er sich keinen Stammplatz erkämpfen und kam nur zu zwei Kurzeinsätzen.

### Aalborg BK
Nach nur einem halben Jahr war das Kapitel Feyenoord beendet, und Zenit verlieh Lumb zurück in seine dänische Heimat, wo er für ein halbes Jahr für Aalborg BK spielte. In Aalborg erkämpfte sich Lumb einen Stammplatz und bestritt 14 Spiele. Trotzdem kehrte Lumb im Sommer zurück zu Zenit St. Petersburg.

### SC Freiburg
In der Winterpause 2011/12 verlieh St. Petersburg Lumb bis Saisonende an den deutschen Bundesligisten SC Freiburg. Sein Debüt für die Breisgauer gab er am 21. Januar 2012, als er am 18. Spieltag beim 1:0-Sieg gegen den FC Augsburg in der Anfangself stand; gleich bei seinem Debüt gab er in der 88. Minute die Vorlage zum Siegtreffer von Matthias Ginter. Insgesamt kam Lumb für die Freiburger in der Saison 2011/12 nur fünfmal zum Einsatz. Ab Juni 2012 ging Lumb wieder zurück nach Petersburg.

### VfL Bochum
Nachdem sein Vertrag in St. Petersburg zum 31. Dezember 2012 ausgelaufen war, wechselte Lumb im Januar 2013 erneut nach Deutschland, wo er beim Zweitligisten VfL Bochum einen Vertrag bis zum Ende der Spielzeit 2012/13 unterschrieb.

### Weitere Stationen in Dänemark
Zur Saison 2013/14 wechselte Lumb in seine Heimat zum FC Vestsjælland. Danach lief er für Lyngby, Horsens und Bröndby auf.

## Nationalmannschaft
Lumb kam ab der U-16 Nationalmannschaft in allen Jugendauswahlen seines Landes zum Einsatz. Mit der Dänemark U-21 stand er zuletzt in der Qualifikation zur Europameisterschaft 2009 in Schweden, die man als Gruppendritter jedoch verpasste. 2010 belegte er mit der U-21-Auswahl den zweiten Platz beim Turnier von Toulon, bei der U-21-EM 2011 im eigenen Land gehörte er nicht zum Aufgebot.
Am 18. November 2009 gab er sein Debüt in der dänischen A-Nationalmannschaft bei einem 3:1-Heimsieg im Testspiel gegen die USA in Aarhus. Lumb hatte dabei nicht nur die meisten Ballkontakte aller Dänen, sondern noch dazu die beste Zweikampfquote.
Bereits wenige Tage zuvor gehörte er im Testspiel gegen Südkorea am 14. November 2009 zum Aufgebot, dabei erhielt allerdings Leon Jessen den Vorzug.

## Erfolge
- 1× Talenteprisen (Dänischer U-21 Spieler des Jahres): 2008
- 1× AGF-Spieler des Jahres: 2008

## Sonstiges
Lumb hat aufgrund der Herkunft seines Vaters Anrecht auf die britische Staatsbürgerschaft. Allerdings besitzt er nur die dänische Staatsbürgerschaft.